# Mdiwani (Adelsgeschlecht)

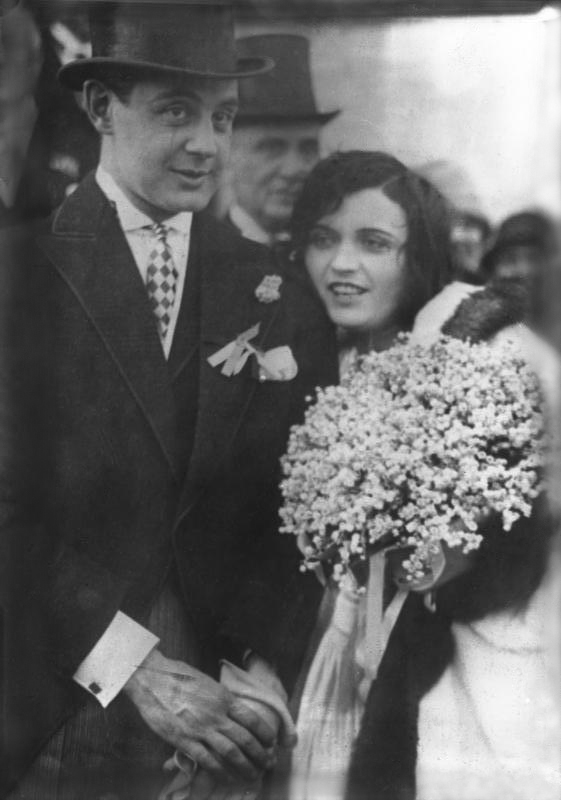
Serge Mdiwani und Pola Negri, um 1930

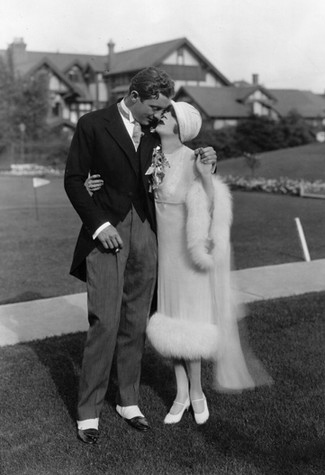
Dawid Mdiwani und Mae Murray, um 1926

Das Haus Mdiwani (georgisch მდივანი) entstammte dem niederen georgischen Adel. Kluge Heiratspolitik und das klare Erkennen politischer Chancen ermöglichten ihnen einen gewaltigen sozialen Aufstieg unter der Herrschaft der Zarinnen Elisabeth Petrowna Romanowa und Katharina II.

## Familienmitglieder
Zaxharias Mdiwani (1867–1933) war General der Zaristischen Russischen Armee im Ersten Weltkrieg und Oberkommandierender des Kaukasischen Militärbezirkes von April bis September 1917. Danach diente er in der Armee der Demokratischen Republik Georgien und emigrierte später mit seiner Familie nach Paris. Seine ehrgeizige Ehefrau, Elisabeth Mdiwani, hatte sich kurzerhand den Prinzessinnen-Titel zugelegt und somit ihre Kinder zu Prinzen bzw. Prinzessinnen gemacht. Alle Söhne machten „glänzende“ Heiraten, sodass sie in den Ruf von Mitgiftjägern kamen, obwohl die Familie Georgien nicht mittellos verlassen hatte. In der Gesellschaft waren die fünf Geschwister nur als die „heiratslustigen Mdiwanis“ bekannt.
- Nina Mdiwani (1901–1987)

⚭ 1925–1936 Charles Henry Huberick, Rechtsanwalt
⚭ 1936 Denis Percy Conan Doyle (1909–1955), Sohn des Schriftstellers Sir Arthur Conan Doyle
⚭ 1955 Anthony Harwood
- Serge Mdiwani (1903–1936 tödlicher Unfall beim Polospiel)

⚭ 1927–1931 Pola Negri (1897–1987), Stummfilm-Legende
⚭ 1931–1933 Mary MacCormick, Opernsängerin
⚭ 1936 Louise van Alen (1910–1997), Mitglied der Astor-Familie und Ex-Ehefrau seines Bruders Alexis
- David Mdiwani (1904–1984)

⚭ 1926–1934 Mae Murray (1885–1965), Schauspielerin und Tänzerin
Liebesaffäre mit der französischen Schauspielerin Arletty (1898–1992 eigentlich Léonie Marie Julie Bathiat)
⚭ 1944 Virginia Sinclair (* 1922), Erbin von Sinclair Oil
- Isabelle Roussadana Mdiwani (1905–1938)

⚭ 1927 Josep Maria Sert (1876–1945), spanischer Maler
- Alexis Mdiwani (1908–1935 tödlicher Autounfall)

⚭ 1931–1932 Louise van Alen (1910–1997)
⚭ 1933–1935 Barbara Hutton (1912–1979), Enkelin von Winfield Woolworth und Erbin des Woolworth-Konzerns
Liaison mit Else (Maud) Thyssen-Bornemisza de Kászon (* 1909), zweite Ehefrau von Heinrich Baron Thyssen-Bornemisza de Kászon

## Weitere Familienmitglieder
- Budu Mdiwani (1877–1937), Revolutionär und sowjetischer Parteifunktionär
- Archil Mdiwani (1911–1937), Tennisspieler, Sohn von Budu Mdiwani
- Andrei Mdiwani (* 1937), Komponist[3]